# Herbert R. Morgan
Herbert Rollo Morgan, född den 21 mars 1875 nära Medford, Minnesota, död den 11 juni 1957 i Washington, var en amerikansk astronom. 
Morgan avlade examen som Bachelor of Arts vid University of Virginia 1899 och blev filosofie doktor 1901. Under sin tid i Virginia arbetade han vid McCormick-observatoriet, där han publicerade observationer om Saturnusmånen Enceladus omloppsbana. Efter gradueringen var han verksam vid olika observatorier, bland dem Morrison-observatoriet i Glasgow, Missouri, och US Naval Observatory. Han avslutade sin bana vid Yale University. Morgan var ledamot av American Astronomical Society (vicepresident 1940–1942), American Geophysical Union, International Astronomical Union, American Association for the Advancement of Science (vicepresident 1935–1936) och Washington Academy of Sciences. Han tillhörde redaktionen för Astronomical Journal 1942–1948. Morgan tilldelades James Craig Watson-medaljen från National Academy of Sciences 1951.